# Polibol
O polibol é um jogo de quadra criado em 1980, em Jaú-SP, Brasil, pelo professor de educação física Fernão de Toledo Castro. Alicerçado na filosofia do judô, o polibol combina fundamentos do handebol, futsal, basquetebol, queimada e voleibol.
É jogado numa quadra poliesportiva, por duas equipes de seis jogadores cada, sendo um goleiro, e tem como objetivo marcar pontos através de: gols, cestas e queimadas.
O polibol, atualmente, está implantado em escolas municipais, estaduais e particulares de Jaú, e é praticado em outras regiões de São Paulo e em outros estados, como Rio de Janeiro, Pernambuco, Paraná, e Rio Grande do Sul.
Em 2018 foi reconhecido pelo Panathlon Internacional Jaú - Distrito Brasil como esporte voltado para o Fair-Play. Em 2019, passou a ser Patrimônio Cultural de Jahu, pela Lei do Legislativo nº 5262 de 06 de Novembro de 2019.